# Before Hollywood
Before Hollywood — второй студийный альбом австралийской инди-рок-группы The Go-Betweens из Брисбена. Он был выпущен в мае 1983 года в Великобритании на лейбле Rough Trade Records. Альбом достиг 2-го места в независимых чартах Великобритании, а сингл «Cattle and Cane» — 4-го. В 2001 году «Cattle and Cane» была признана одной из 30 лучших австралийских песен всех времён по результатам опроса, проведённого Австралийской ассоциацией по защите прав исполнителей (Australasian Performing Right Association) среди 100 деятелей музыкальной индустрии.
Этот альбом, записанный в Великобритании, стал первым, песни в котором были написаны Робертом Форстером и Грантом Макленнаном в равных долях. В радиоинтервью 1996 года Макленнан назвал Before Hollywood одним из двух определяющих альбомов Go-Betweens, назвав его «прекрасным сочетанием нашего чопорного и классического песенного стиля с тяжёлым андеграундным оттенком».
Расширенная версия была выпущена в 2002 году, включая второй диск с восемью бонус-треками и музыкальным клипом на песню «Cattle and Cane».

## История
Сочинение песен для альбома началось с песни Роберта Форстера «By Chance», написанной в Мельбурне в декабре 1981 года, через месяц после австралийского релиза дебютного альбома группы Send Me a Lullaby. Форстер признался, что ему не нравилось многое из написанного в 1980 и 1981 годах, и что он находился в «яме». Но «By Chance» ознаменовала собой переломный момент. «Я снова был вдали от дома, моим сочинением руководила простая логика: если я смог написать одну сильную песню, я смогу написать и другую». Песня была использована на стороне «Б» к композиции Гранта Макленнана «Hammer the Hammer», выпущенной синглом в марте 1982 года. Глава лейбла Missing Link Кит Гласс, финансировавший запись и распространение «Send Me a Lullaby», сообщил группе, что не может профинансировать выпуск второго альбома, и начал искать лейблы для дебютного альбома за рубежом. Джефф Трэвис, владелец лондонской компании Rough Trade Records, согласился лицензировать как альбом, так и новый сингл для выпуска в Великобритании, а затем пригласил Go-Betweens в Лондон для записи следующего альбома.
К моменту прибытия группы в Лондон в мае 1982 года у них была новая песня — «A Bad Debt Follows You» Макленнана, за которой вскоре последовала «On My Block» Форстера. В письмах друзьям в Брисбен Форстер писал, что у них «целая россыпь песен» для пока ещё безымянного альбома. По-видимому, увлечённый недавно вышедшим документальным сериалом об истории Голливуда, он выразил свою грусть по поводу смерти актрисы Грейс Келли и обеспокоенность тем, что «так много Голливуда умирает».
Пока они репетировали для будущего альбома, группа обсуждала с Трэвисом возможные варианты его записи: группа не отреагировала на предложение Трэвиса поработать в Нью-Йорке с Крисом Стэми из поп-группы dB’s, и вместо этого предложила забронировать студию в Теннесси с Джимом Дикинсоном, который ранее работал с Byrds и играл на клавишных с Раем Кудером. Робби Робертсон из Band и Линдси Бакингем из Fleetwood Mac также были предложены в качестве возможных продюсеров. В конечном итоге было решено обратиться к Джону Брэнду, звукорежиссёру, который работал с XTC и Magazine и переходил от звукорежиссёра к продюсеру звукозаписи. Брэнд только что закончил High Land, Hard Rain, дебютный альбом Aztec Camera, для Rough Trade в International Christian Communications (ICC) Studios в приморском городе Истборн (Англия), и два его сингла включали запоминающиеся, хоровые припевы, которые были напрямую нацелены на чарты. Автор Дэвид Николс предположил, что Макленнан особенно хотел, чтобы Брэнд повёл Go-Betweens в более коммерческом направлении с более простыми песнями и менее сложной игрой на барабанах. В радиоинтервью 1983 года Макленнан сказал, что Брэнд строго следил за тем, чтобы барабаны играли в ровном ритме, а пение было мелодичным — "потому что у нас с Робертом есть склонность отклоняться в сторону чистого анархического блеска. И он сказал: «На этой пластинке нет анархического блеска, только чёткая мелодия и мелодия».
Место записи добавило ещё одно измерение тональности альбома. Хотя большая часть альбома была написана летом, осенний Истборн представлял собой мрачный и угрюмый контраст. Группа часто прогуливалась по набережной города XIX века, осматривая его разрушающееся настоящее с ностальгией по романтическому прошлому.

## Отзывы
| Оценки критиков               | Оценки критиков |
| Источник                      | Оценка          |
| ----------------------------- | --------------- |
| AllMusic                      | [ 9 ]           |
| Entertainment Weekly          | A−              |
| NME                           | 8/10            |
| Now                           | 4/5             |
| Q                             | [ 13 ]          |
| The Rolling Stone Album Guide | [ 14 ]          |
| Select                        | 3/5             |
| Spin Alternative Record Guide | 8/10            |
| Uncut                         | [ 17 ]          |
| The Village Voice             | B+              |

Альбом получил положительные отзывы музыкальной критики и интернет-изданий.
В рецензии журнала NME, опубликованной в момент выхода альбома, Мэт Сноу написал: «Игра Линди Моррисона на барабанах чёткая, тонкая и динамичная, бас Гранта — образец выразительной лаконичности, а Роберт играет на гитаре, как автор песен — паря и лирично, но всегда по делу». Отмечено влияние Боба Дилана, Тома Верлена и Дэвида Бирна. В заключение рецензии альбом описывается как «редкий шедевр».
Нед Рэггетт пишет в AllMusic: «The Go-Betweens были хорошей группой задолго до выхода альбома Before Hollywood, но именно этот второй альбом доказал многим слушателям, что они великолепны. И на то есть веская причина: пение Роберта Форстера и Гранта Макленнана звучит гораздо более искренне, они находят свои собственные голоса, а вместе трио создаёт серию сложных, удивительных мелодий и песен, которые прекрасно сочетают прошлое и настоящее».
Эндрю Стэффорд в своей книге «Pig City: From the Saints to Savage Garden» пишет: «Импрессионистские тексты альбома Before Hollywood и искрящееся сочетание акустических и электрических фактур напоминают о ранних фолк-влияниях — Саймона и Гарфанкеля, The Byrds и, особенно, об альбоме Боба Дилана Bringing It All Back Home. Даже дизайн обложки альбома Before Hollywood отсылает к альбому Дилана, где Go-Betweens обрамлены коллекцией… антиквариата».
В октябре 2010 года альбом Before Hollywood был включён в книгу «100 лучших австралийских альбомов» (100 Best Australian Albums) на 87-е место, а их альбом 1988 года 16 Lovers Lane занял 12-е место. Авторы пишут: «В альбоме Before Hollywood группа The Go-Betweens предлагает неуловимую, низкокачественную интерпретацию классики Боба Дилана середины 60-х и звучание делового центра Нью-Йорка десятилетие спустя».

## Список композиций
Все треки написаны Грантом Макленнаном и Робертом Форстером.
| №                   | Название                 | Текст песни         | Длительность |
| ------------------- | ------------------------ | ------------------- | ------------ |
| 1.                  | «A Bad Debt Follows You» | McLennan            | 2:24         |
| 2.                  | «Two Steps Step Out»     | McLennan            | 3:28         |
| 3.                  | «Before Hollywood»       | Forster             | 3:44         |
| 4.                  | «Dusty in Here»          | McLennan            | 4:09         |
| 5.                  | «Ask»                    | Forster             | 5:14         |
| 6.                  | «Cattle and Cane»        | McLennan            | 4:20         |
| 7.                  | «By Chance»              | Forster             | 2:20         |
| 8.                  | «As Long As That»        | McLennan, Forster   | 5:25         |
| 9.                  | «On My Block»            | Forster             | 3:49         |
| 10.                 | «That Way»               | McLennan            | 4:07         |
| Общая длительность: | Общая длительность:      | Общая длительность: | 39:00        |

| №                   | Название                     | Автор(ы)            | Длительность |
| ------------------- | ---------------------------- | ------------------- | ------------ |
| 1.                  | «Hammer the Hammer»          | McLennan            | 2:49         |
| 2.                  | «Heaven Says»                |                     | 4:06         |
| 3.                  | «Just a King in Mirrors»     |                     | 2:57         |
| 4.                  | «A Peaceful Wreck»           |                     | 2:31         |
| 5.                  | «Man O'Sand to Girl O'Sea»   | Forster             | 3:24         |
| 6.                  | «Near the Chimney»           |                     | 3:39         |
| 7.                  | «This Girl, Black Girl»      |                     | 3:32         |
| 8.                  | «The Exception of Deception» |                     | 1:49         |
| 9.                  | «Cattle and Cane» (video)    |                     |              |
| Общая длительность: | Общая длительность:          | Общая длительность: | 24:47        |